# 自治体学会
自治体学会（じちたいがっかい）は、地方分権の時代に、自治の現場から、自治とまちづくりに関する研究を深め、ネットワークを形成するため1986年5月に設立された団体。主に、自治体（団体会員）、一般市民、研究者、自治体職員が参加している。自治体の自律的政策形成・自治体学の創造・地域自治の発展、住民の協働によるまちづくりの推進を目指し、全国各地で積極的にシンポジウム、フォーラムを開催。研究成果を発信している。日本学術会議指定の日本学術会議協力学術研究団体である。

## 定期刊行物
年に2回、「自治体学」を発行している。

## 大会
全国の会員が一堂に会して研究交流を深める研究会と、会の予算決算等を審議する総会をあわせて年一回、「自治体学会大会」を開催している。
過去の開催地
- 1986年5月23日　設立総会 神奈川県
- 1987年8月6日　第1回徳島大会　徳島で語ろう 地域の自立
- 1998年7月30日　第2回仙台大会  仙台で語ろう 地域の自立
- 1989年9月2日　第3回熊本大会  熊本で語ろう 地域の自立
- 1990年7月6日　第4回大阪大会  大阪で語ろう 市民型文化ビジョン
- 1991年8月31日　第5回北海道帯広大会  北で語ろう 七つの元気
- 1992年8月29日　第6回石川金沢大会  石川で語ろう 交流と連携
- 1993年8月27日　第7回東京大会  東京多摩で自治を語る
- 1994年10月28日　第8回島根大会  島根で語ろう 分権の波と自治の現場
- 1995年8月25日　第9回信州上田大会  信州上田で語ろう地域自立の戦略と自治体学
- 1996年10月24日　第10回沖縄大会  吹け！分権の風、輝け！地域の個性
- 1997年8月30日　第11回群馬高崎大会  群馬からの発信 自立 参加 共生
- 1998年8月28日　第12回伊勢三重大会  ともに変えよう・ともに創ろう地方自治
- 1999年8月20日　第13回岡山倉敷大会  岡山から創ろう！　自治の新世紀
- 2000年8月25日　第14回新潟長岡大会  新たな時代の創造〜分権・自治、新潟からの新しい波
- 2001年8月24日　第15回北海道函館大会  21世紀・新たな風を北海道から〜みんなで創る地域の豊かさ〜
- 2002年8月23日　第16回ふくしま郡山大会  今こそ変革の時代（とき）“ふくしま”で さがす　ほんとうの自治
- 2003年8月29日　第17回滋賀大津大会  ピンチをチャンスに！　びわ湖からの発信　〜協働と創造で奏でる『地域自治』〜
- 2004年8月27日　第18回千葉大会  明日を生き残るために、闘う自治体〜危機に立ち向かい、時代のうねりをつくり出す〜
- 2005年8月25日　第19回鳥取大会  草の根から変えよう日本の行政
- 2006年8月25日　第20回神奈川横浜大会　「市民の政府」を創る
- 2007年8月25日　第21回京都舞鶴大会　「地域の輝きが国を創る」〜地域主権社会が世界の未来を拓く〜
- 2008年8月22日　第22回岩手盛岡大会　地域のくらしの再興から自治へ
- 2009年8月21日　第23回福井大会　転換期における地域の再生に向けて 〜変革の風は地方から〜
- 2010年8月20日　第24回佐賀武雄大会　地域力が未来を拓く〜佐賀武雄から『維新』の風が吹く〜
- 2011年10月9日　第25回大会　地域の未来、市民自治の再構築　（当初8月19日に予定されていた埼玉所沢大会が東日本大震災発災により変更された）
- 2012年8月31日　第26回広島大会　地域から創る日本の自治 〜広島で描くまちとむらの未来〜
- 2013年11月29日　第27回静岡大会　「場の力」の発揮で地域の自立の実現 〜ふじのくに静岡からの発信〜
- 2014年8月22日　第28回富山高岡大会　高志の国・富山で語り合おう！地域の活力・未来・安心 〜高い志と書かんな挑戦が創る日本の元気〜
- 2015年8月22日　第29回奈良大会 人口減少時代における地域の自治と連携の力～歴史と文化の“まほろば” 奈良で考えよう～
- 2016年8月20日 第30回おんせん県おおいた日田大会 「咸宜し」の地・日田で考える、人づくり・人つなぎ
- 2017年 山梨甲府大会 「富士の国やまなしで考える　まちづくり　ひとづくり」
- 2018年 青森大会 「地域の財と未来づくり」
- 2019年 堺大会　「次代の自治を創る力～自由・自治都市 堺から～」
- 2020年 自治体学会大会 on the WEB[2]
- 2021年 自治体学会大会 on the WEB 2021[3]

## 役員（2021年4月15日現在）

### 理事
- 金井利之（理事長） - 東京大学
- 前川さゆり（副理事長） - 元・堺市役所
- 小泉秀樹（副理事長） - 東京大学
- 竹見聖司 - 丹波篠山市役所
- 中嶌いづみ - （公財）後藤・安田記念東京都市研究所
- 南部浩一 - 日星高等学校、元・舞鶴市役所
- 阿部昌樹 - 大阪市立大学
- 荒木和美 - 寝屋川市役所
- 西村幸夫 - 國學院大學
- 日下文隆 - 元・第一法規